# Dmitri Jewgenjewitsch Sytschow
Dmitri Jewgenjewitsch Sytschow (russisch Дмитрий Евгеньевич Сычёв; * 26. Oktober 1983 in Omsk, FIFA-Schreibweise: Dmitri Sychev) ist ein ehemaliger russischer Fußballspieler.

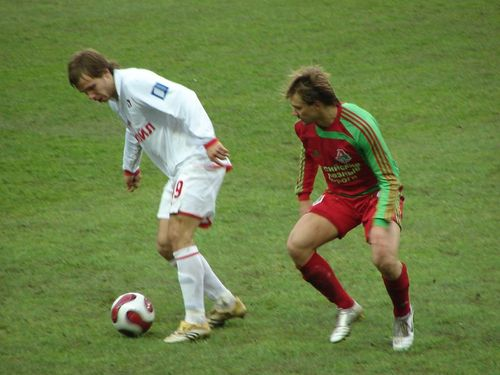
Dmitri Sytschow (rechts) im Duell gegen Roman Schischkin

## Karriere
Sytschow spielte bereits als Jugendlicher in älteren Jahrgangsmannschaften, ehe der 16-Jährige in den Westen Russlands wechselte und beim Drittligisten Spartak Tambow unterschrieb. Durch seinen Vater bekam er Alexei Sokolow als Agenten und Sytschow bekam Probetrainings beim FC Metz und beim FC Nantes, jedoch wurde mit mehreren russischen Klubs verhandelt. Alle Verhandlungen waren erfolglos. Sokolow fuhr vier Mal zu Spartak Moskau. 2000 nahm er mit der russischen Auswahl an der U-16-EM teil. Hier wurden sehr rasch die russischen Top-Clubs auf das Talent aufmerksam, obwohl er im Turnier kein Tor erzielte. So wechselte er Anfang 2002 zu Spartak Moskau, wo er einen mit 8 Toren in nur 12 Spielen einen überraschend guten Einstand hatte. Bereits in seinem zweiten Punktspiel für Spartak Moskau hatte er zwei Tore erzielt. Oleg Romanzew, der damals sowohl Trainer Spartaks als auch Trainer der A-Nationalmannschaft Russlands war, nominierte ihn dann für die A-Nationalmannschaft und setzte ihn dann neun Tage nach dem Punktspiel, am 27. März 2002, im Freundschaftsspiel gegen Lettland ein. Freilich nahm er auch an der Fußball-Weltmeisterschaft 2002 teil. In der Vorrunde traf er in 3 Spielen einmal und war mit 18 Jahren und 222 Tagen der jüngste russische Spieler, der jemals bei einer WM zum Einsatz kam. Sytschow war in einer enttäuschenden russischen Mannschaft ein Lichtblick und konnte das lahme Spiel der russischen Mannschaft beleben. Auch wenn die russische Mannschaft nach der Gruppenphase ausschied, ging er als Gewinner zu Spartak Moskau zurück. Weil sowohl Agent Sokolow als auch Sytschows Vater sich nicht mit dem Vorstand einigen konnten, kam es zum Bruch. Sytschow lief am 16. August 2002 letztmals für Spartak Moskau auf, weil er anschließend auf Geheiß seines Vaters in den Streik trat. Auf jenes folgte eine viermonatige Sperre durch den Klub und durch den Verband. Kurze Zeit später trainierte er zur Probe bei Dynamo Kiew. Er sollte auch dort unterschreiben. Kurz danach ging er ins Ausland. Sytschow trainierte bei Olympique Marseille und unterschrieb dort ebenfalls. Nach langem Hin und Her schaltete Kiew die FIFA ein. Diese führte eine Einigung herbei und Sytschow durfte für die Südfranzosen spielen. Anfänglich hatte Sytschow am Mittelmeer Erfolg und stieg zum Publikumsliebling bei den Fans auf, ehe die Einsätze weniger wurden und es zum Streit mit Alain Perrin kam. Anfang 2004 kehrte Sytschow in die Heimat zurück und unterschrieb bei Lokomotive Moskau. Seine erste Saison bei Lok war seine bis dato beste, als herausragender Spieler der Mannschaft wurde er am Ende des Jahres in Russland zum Fußballer des Jahres 2004 gewählt, zudem wurde er in diesem Jahr, sowie 2005 und 2007 wurde er vom russischen Fußballverband in die Liste der besten 33 Spieler der Premjer-Liga gewählt. Sein 47. und letztes Länderspiel bestritt die Offensivkraft am 11. August 2010 gegen Bulgarien.